# 达米安·若利
达米安·若利（法語：Damien Joly，1992年6月4日—），法国男子游泳运动员，2022年欧洲游泳锦标赛男子1500米自由泳铜牌得主、2022年世界短池游泳锦标赛男子1500米自由泳银牌得主。